# Sitiomanie
La sitiomanie est un des troubles du comportement alimentaire (TCA), connexe à la boulimie et à l'hyperphagie ; elle se caractérise par un besoin impérieux, impulsif, d'absorber de très grandes quantités de nourriture. Contrairement au boulimique, le patient ne cherche pas à se faire vomir après la prise d’aliment, il ne ressent pas le besoin de purge. Le patient a une véritable addiction à la nourriture. On observe une prise de poids par absence de souci de l’apparence physique, des troubles de l’humeur, de l’anxiété et un isolement social. Le traitement est d’abord d’ordre psychologique,.
Pour l’Académie nationale de médecine ce trouble est surtout rencontré dans les psychoses bipolaires, tandis qu’il n’est pas de règle chez le maniaque. La prise de poids peut être l’élément qui alerte l'entourage vers un trouble psychique.
À l’origine le terme a été créé en 1859 par le docteur William Stout Chipley (en) à partir du grec sition (aliment) et mania (folie) pour définir ce qui est aujourd’hui dénommé anorexie.